# 巴達里
巴達里（英語：Badarri）是西非國家甘比亞的一座村莊，位於上河區的富拉杜東。根據2009年所做的人口調查數據顯示，居住於巴達里的總人口數量為658人。